# Starożytny i Mistyczny Zakon Różo-Krzyża

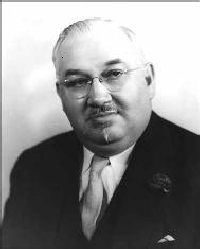
H.S. Lewis (1883-1939), założyciel AMORC

Starożytny i Mistyczny Zakon Różo-Krzyża, łac. Antiquus Mysticusque Ordo Rosae Crucis, ang. The Ancient Mystical Order Rosae Crucis, w skrócie AMORC – odłam różokrzyżowców, największa obecnie światowa organizacja odwołująca się do tradycji tego ruchu. Założony w 1915 roku w Nowym Jorku przez H. Spencera Lewisa, w wyniku rozłamu w Memphis-Misraim.

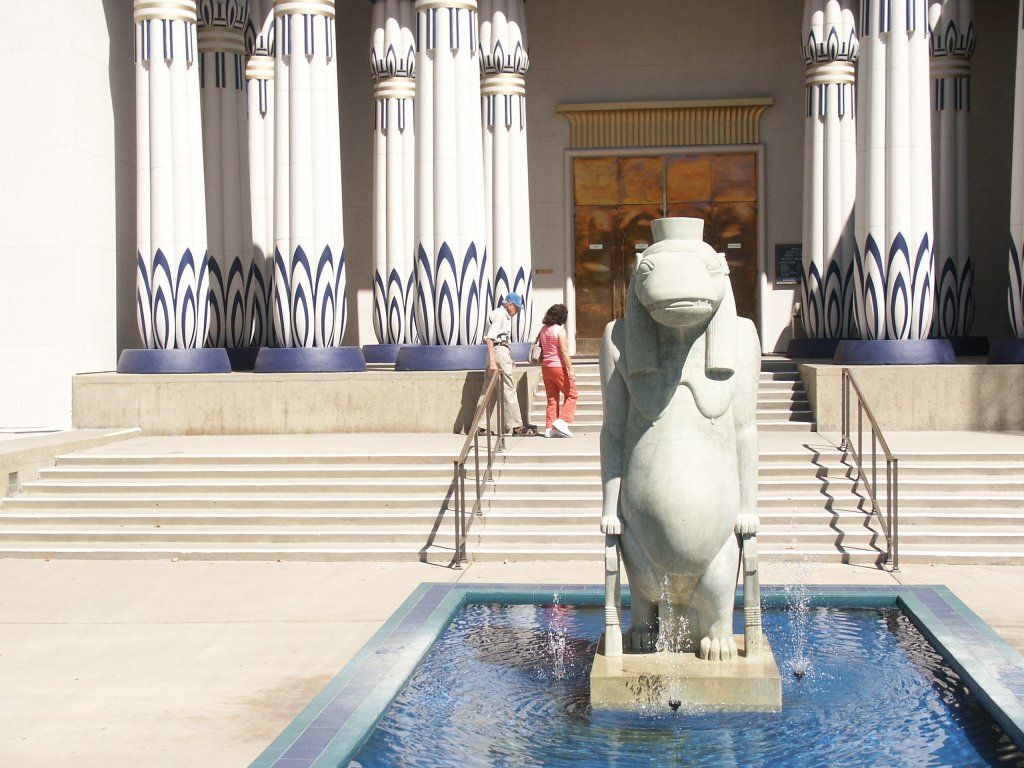
Muzeum w San José

Organizacja posiada szereg lokalnych oddziałów w ponad 85 krajach, podlegających Wielkiej Loży na czele z Wielkim Imperatorem. Pod koniec lat 90. XX wieku liczyła około 200 tysięcy członków. Jej siedziba znajduje się w San Jose, gdzie od 1927 roku posiada kompleks z własną uczelnią, biblioteką, muzeum, archiwum i planetarium. Budynki architektonicznie nawiązują do świątyni starożytnego Egiptu. Centrala europejska mieściła się w Brukseli. AMORC wydaje szereg publikacji, z których głównym periodykiem jest Rosicrucian Digest. Utrzymuje się głównie ze sprzedaży książek oraz datków od członków i sympatyków.
Organizacja przypisuje sobie starożytne pochodzenie od Echnatona i Mojżesza. Ma wywodzić się bezpośrednio z sięgającej XV wieku p.n.e. nieprzerwanej linii nauczycieli duchowych różokrzyża, do której należeć mieli m.in. Salomon, Jezus, esseńczycy, Francis Bacon, Kartezjusz, Isaac Newton i Benjamin Franklin. Jej nauczanie przedstawiane jest jako niereligijne i ponadwyznaniowe poszukiwanie i doskonalenie ukrytych pierwiastków duchowych w człowieku, mających doprowadzić do maksymalnego wykorzystania wewnętrznego potencjału oraz życia zgodnie z prawami natury. W tym celu wykorzystywane są rozmaite praktyki medytacyjne, polegające na wizualizacji szczęścia, bogactwa, zdrowia etc. Wierzą w Boga jako Wielkiego Architekta, który stworzył świat i ustalił rządzące nim niezmienne prawa. Uznają także reinkarnację, twierdząc że człowiek odradza się co 144 lata.
W Polsce reprezentowane było przez dwa nurty – Towarzystwo dla Badania Chrześcijaństwa Różokrzyżowego (gł. bracia Chobotowie) i Towarzystwo Miłośników Wiedzy i Przyrody.
Z uwagi na przyjętą w Zakonie rytualistykę struktura ta bywa niejednokrotnie określana w literaturze mianem wolnomularstwa okultystycznego. W jej nauczaniu przeplatają się elementy ezoteryczne, gnostyckie, teurgiczne i parapsychologiczne.